# Давід Тенірс молодший
Давід Тенірс-молодший (нід. David Teniers, хрестини 15 грудня, 1610, Антверпен — 25 квітня, 1690, Брюссель) — фламандський художник доби бароко, що зробив вдалу адміністративну кар'єру. Створював також портрети, натюрморти, картини побутового жанру, релігійні і міфологічні картини. Часто співпрацював з іншими художниками.
Навіть як художник він брався за різні справи. Серед його робіт — маленькі копії двохсот сорока трьох творів різних митців з галереї ерцгерцога, передані граверам Антверпена заради створення ілюстрованого увражу, присвяченого мистецькій колекції управителя країни і патрона митця. Увраж став практично першим ілюстрованим каталогом приватного зібрання австрійського аристократа в Європі.
Тенірс звертався до імператора заради отримання дворянського стану і права на герб, нагадуючи тому, що наприклад, невельможні за походженням антверпенці Пітер Пауль Рубенс і Антоніс ван Дейк таки отримали звання лицарів. У відповідь прийшов лист, де умовою визнання його лицарем ставлять відмову Тенірса від продажу його картин. Тенірс цю умову не виконав.

## Життєпис

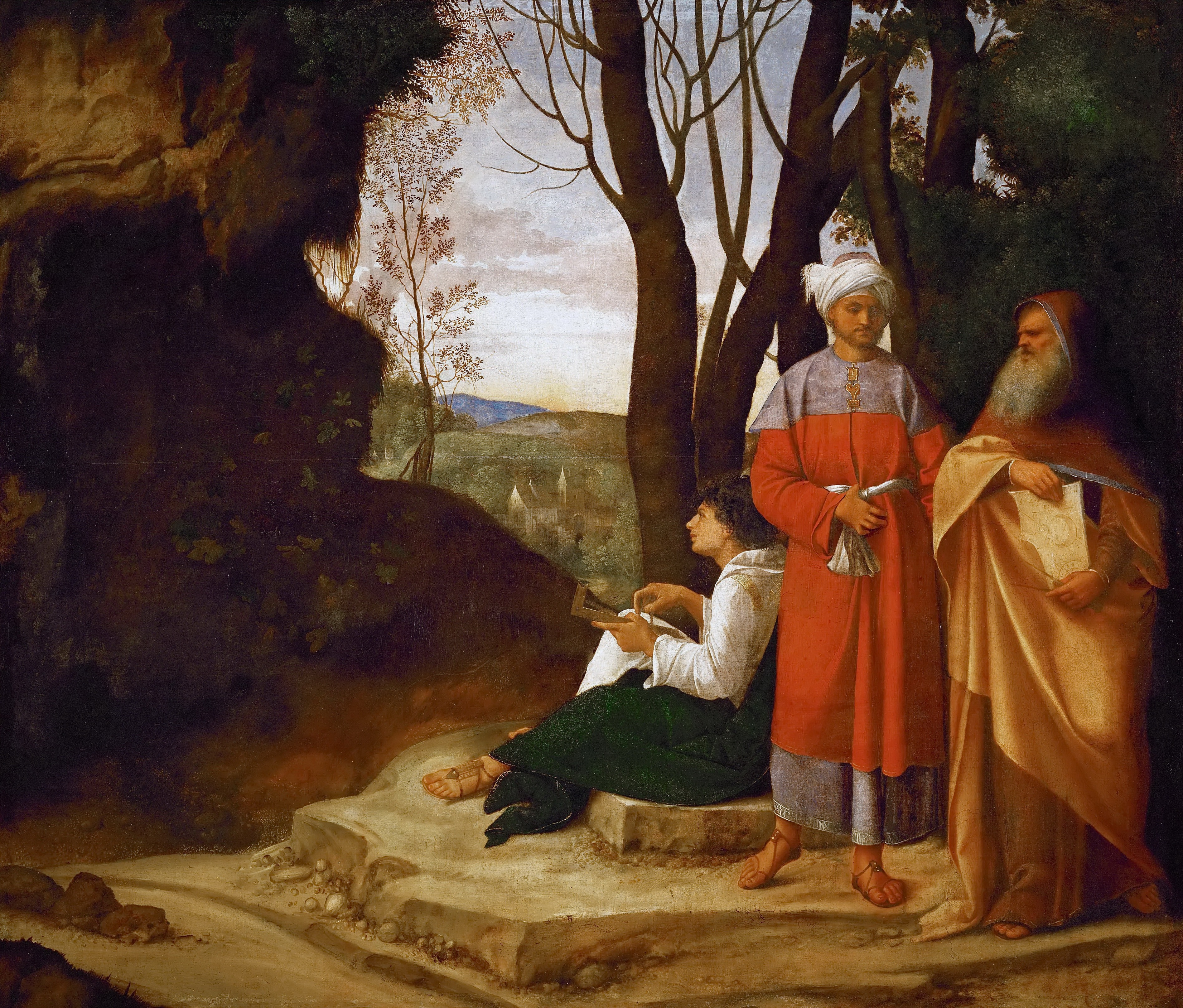
Три філософи, Відень

Народився в Антверпені, що здавна був значним мистецьким центром. Походив з родини художника Давіда Тенірса старшого, який і дав сину перші художні навички. Він старший син з чотирьох дітей художника та Дімфи Вілде. Точної дати народження не збережено, хрещення відбулося 15 грудня 1610 р. в Антверпені. За припущеннями, хлопець пройшов виучку в майстернях Рубенса та Адріана Брауера. Але документальних підтверджень цьому не знайдено.

### Звання майстра і перший шлюб
1632 року Давіда Тенірса прийнали до гільдії художників міста Антверпен як майстра.
1637 року він узяв шлюб з Анною Брейгель, дочкою художника Яна Брейгеля-старшого, онучкою відомого нідерландського митця Пітера Брейгеля-старшого. Син подружжя, Давід Тенірс ІІІ, теж став художником, але не досяг успіху і рівня батьківських творів.

### Перший меценат

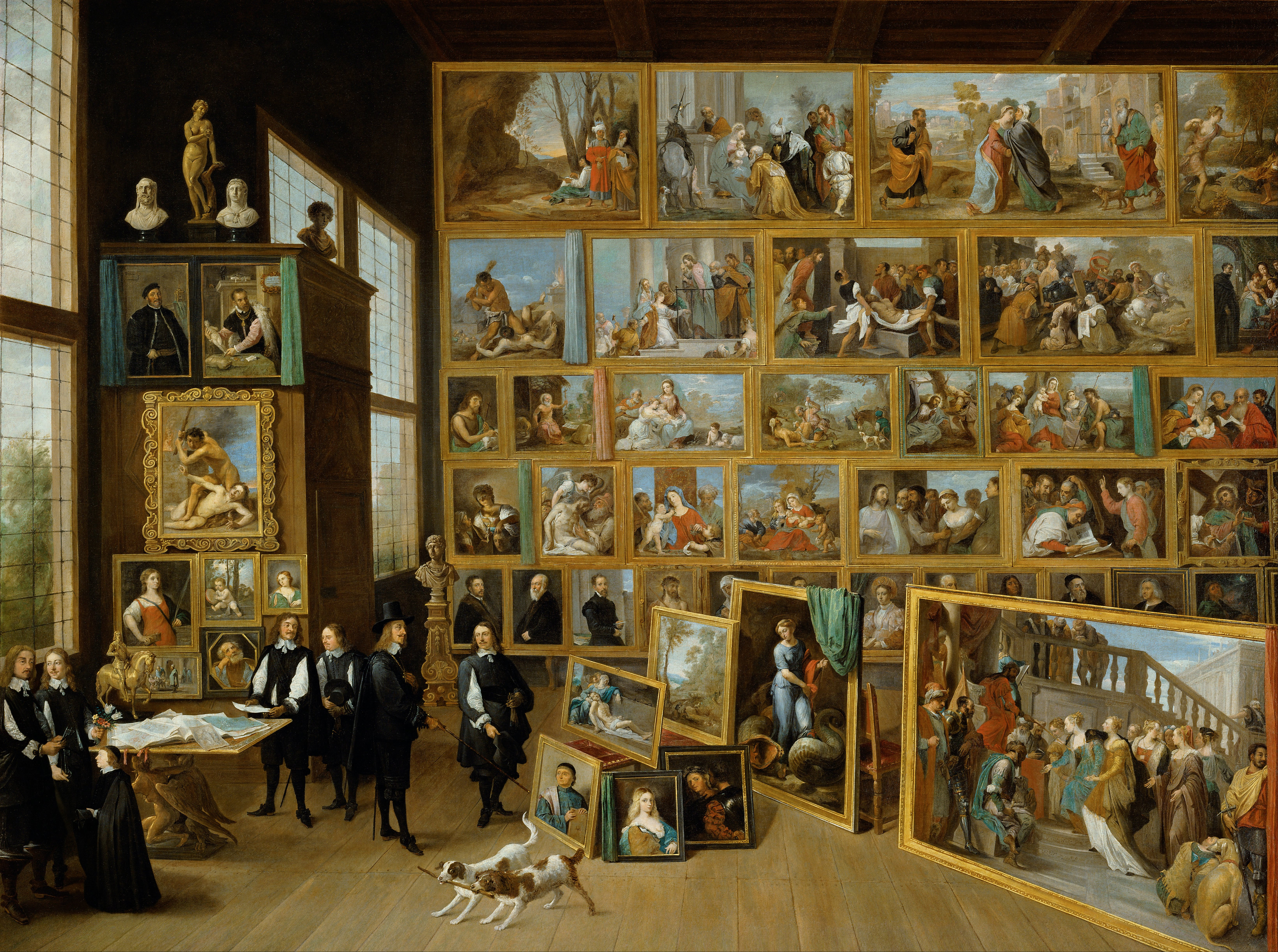
Давід Тенірс молодший. «Ерцгерцог Леопольд Вільгельм у своїй галереї у Брюсселі». 1651 р. Музей історії мистецтв, Відень. Постать за собаками — сам художник.

Але більш значимою для кар'єри Тенірса була посада охоронця мистецької збірки губернатора Південних Нідерландів, яку художник посів 1647 року. Перебрався він і в Брюссель, де ерцгерцог Леопольд Вільгельм Австрійський робить його надвірним художником. Вельможа витрачав значні грошові суми на придбання нових творів, які вивезли з Британії на хвилі драматичних політичних подій там. Так, він став володарем частки картин, придбаних на аукціонах розпродажу майна страченого короля Англії Карла І та убитого герцога Букінгема. Так Тенірс зустрівся з уславленими картинами, які створили — 
- Джорджоне
- Тінторетто
- Тиціан
- Рубенс
- Антоніс ван Дейк.

Зустріч з шедеврами світового мистецтва не вплинула на художню манеру митця. Але копії з картин він створив, аби передати їх граверам для створення ілюстрованого увражу «Театр живопису» 1660 року. Ерцгерцог сповістив про свого надвірного художника вельможним родичам — і Тенірс отримав значну кількість замовлень з-за кордону. Серед замовників митця — іспанський король Філіп IV, Вільгельм II Оранский, шведська королева Христина.

### Другий меценат. Другий шлюб

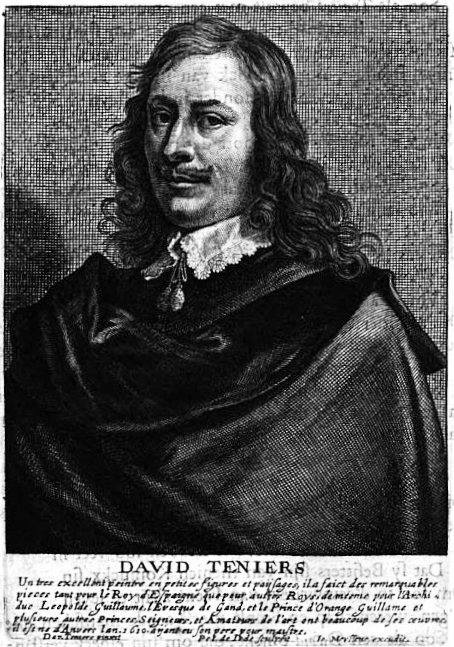
Гравер Корнеліс де Ві. Давід Тенірс-молодший.

Меценат художника Леопольд Вільгельм повернувся до Австрії, куди вивіз і власну мистецьку збірку (пізніше вона стане надбанням Музею історії мистецтв у Відні). Але охоронцем галереї у Відні став ван дер Барен.
В Південних Нідерландах — новий губернатор, ним став позашлюбний син короля Іспанії Філіпа IV та акторки Марії Кальдерон — Дон Хуан Австрійський. Він прихильно ставився до художника і матеріальний успіх останнього змінився мало. 11 травня 1656 р. померла Анна Брейгель. Восени того ж року Тенірс узяв шлюб вдруге з сестрою секретаря ради Брабанту — Ізабеллою де Френ. Через шість років (у 1662) він придбав заміський замок поблизу Вілворде у Елени Фурман, другої дружини Рубенса та її другого чоловіка Яна Баптиста ван Брукховена. Замок відтоді став резиденцією Давіда Тенірса влітку.
1663 року митець був серед засновників Академії мистецтв в Антверпені і став першим її директором.

### Смерть
Останні роки життя пройшли в хворобах і сварках. По смерті другої дружини (Ізабелли де Френ) дорослі діти від першого шлюбу розпочали судовий процес проти батька з метою перерозподілу майна. Судова тяжба тривала до 1692 року і закінчилася лише через два роки по смерті митця (25 квітня 1690 р.)
В родині митця по різному вказували рік його смерті заради отримання більшого прибутку від продажу його картин, адже твори зростали в ціні, якщо митець щойно помер.

## Тенірс як митець
Тенірс починав як майстер релігійних композицій («Повернення блудного сина»). Досить часто звертався до сюжету «Спокуса Св. Антонія», але спроби комбінувати реалістичні деталі з фантастично-страхітливими образами на кшталт Босха не завжди вдалі.
Як більшість фламандських митців XVII століття, Давід Тенірс молодший був задіяний до створення картонів — ескізів для майбутніх гобеленів, важливого різновиду ужиткового мистецтва Фландрії.
Під впливом творчості Адріана Бреуєра — звертається до створення побутових картин («Курець біля столу в корчмі», Лувр, «Блазень», Музей образотворчих мистецтв імені Пушкіна, Москва, «Флейтист»). Але подає селянських персонажів і бідних городян у більш стриманій, побутовій манері, але не приховує їх грубості, брутальності, відвертої вульгарності. Вони нудьгують, тиняються, грають в карти, до нестями тягнуть пиво чи марнують життя за алхімічними експериментами. Їх справи позбавлені майстерності і справжнього захоплення навіть коли вони грають на музичних інструментах чи танцюють.

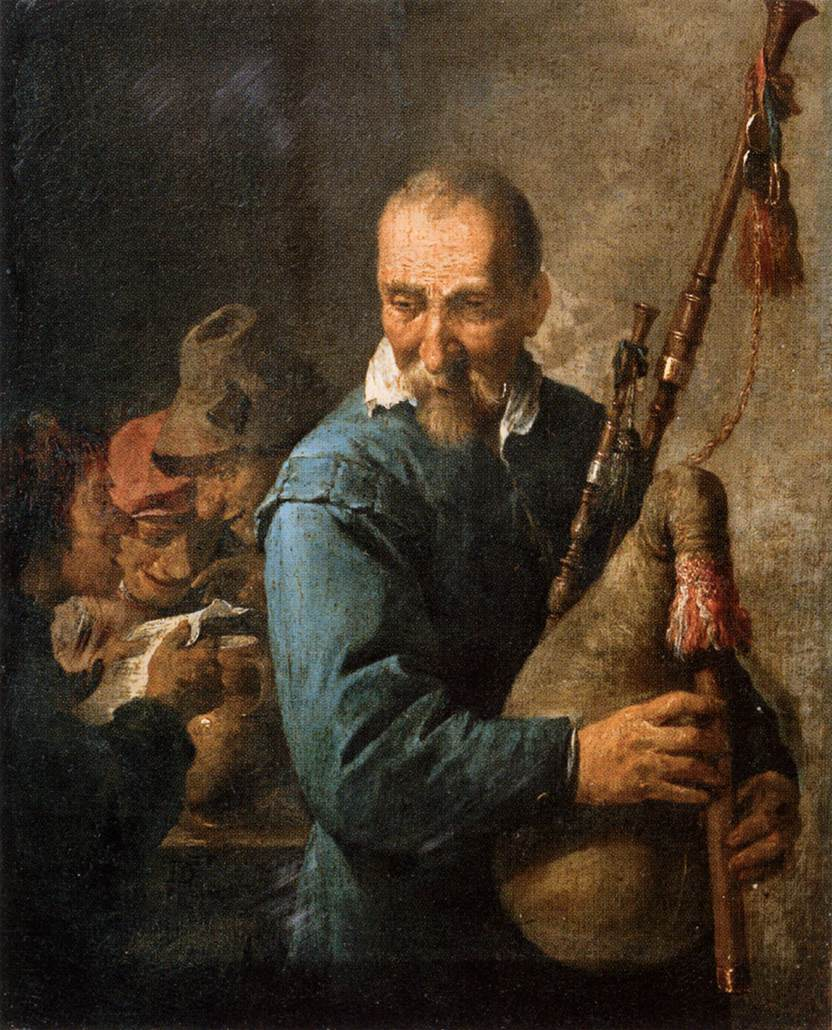
«Музика з волинкою», Лувр
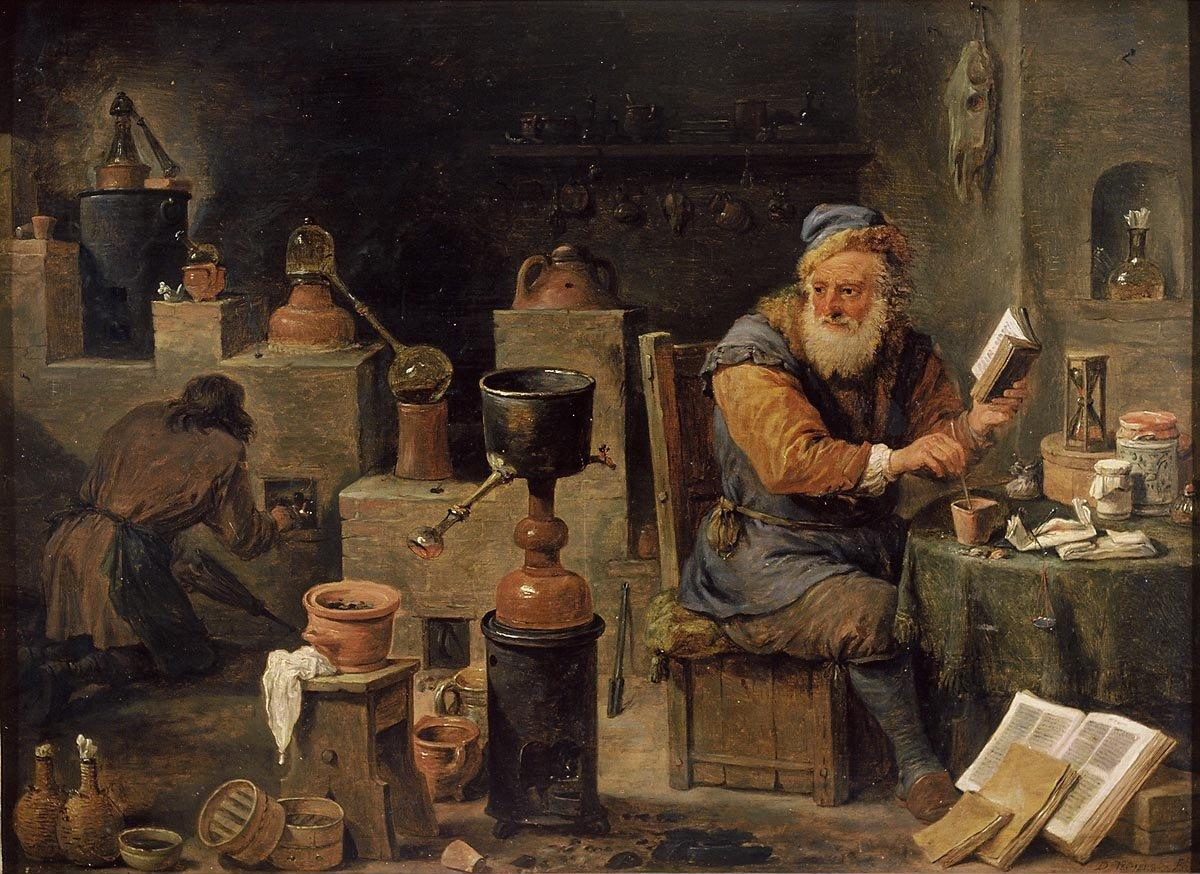
«Алхімік»
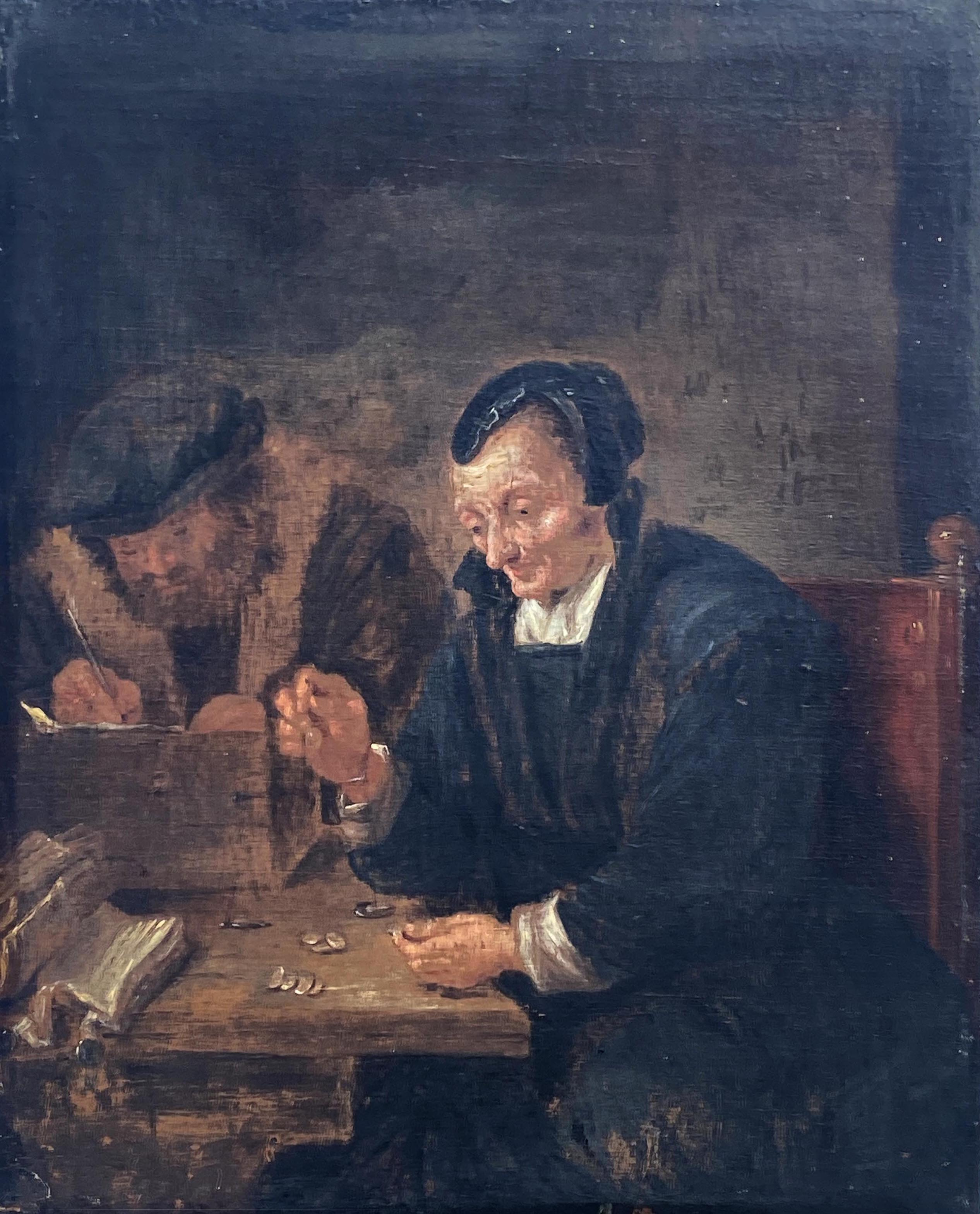
«У лихваря», 1640-1650
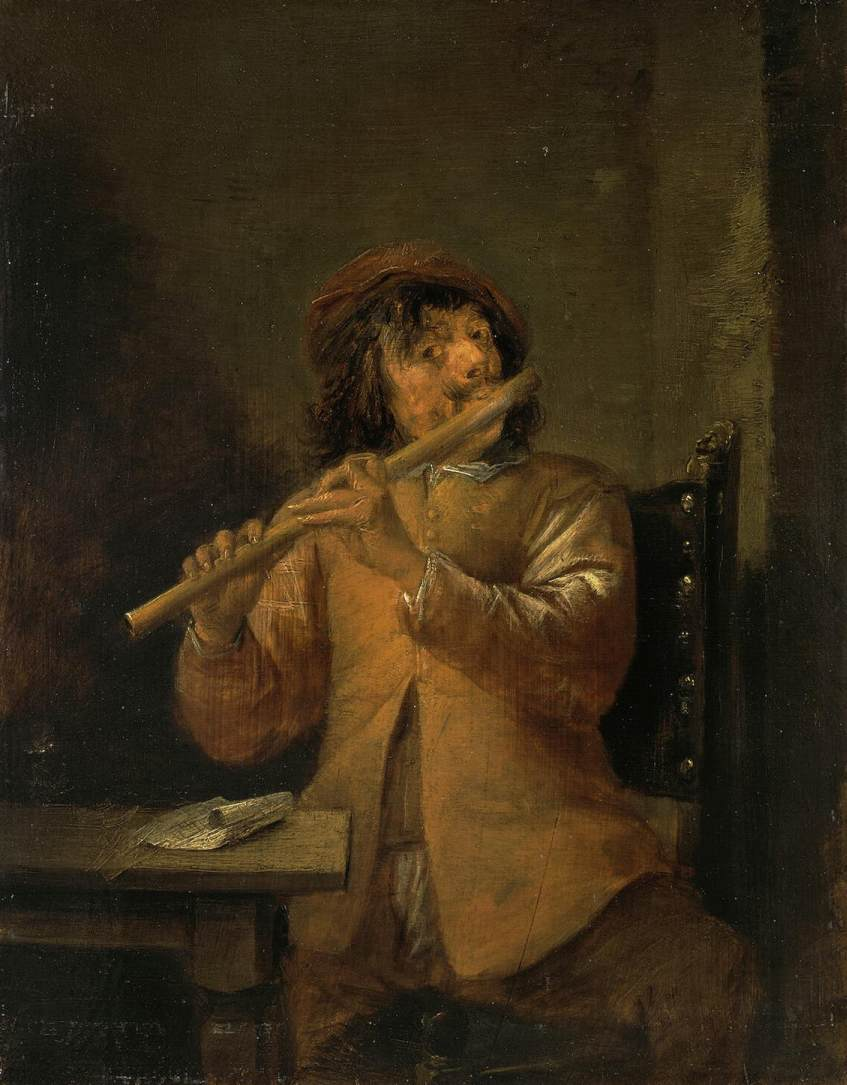
«Флейтист», Ермітаж, Росія.
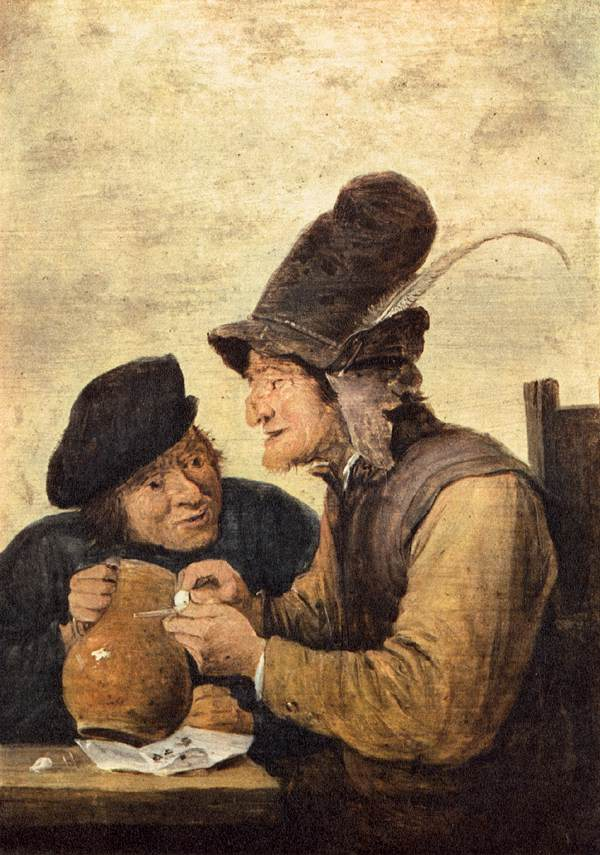
«П'янички», Національна галерея (Прага)

Частка творів виконана з іншими майстрами, де кожний робив лише частину зображення. Так, картину «Перед кухнею» робило три майстри — 
- саму кухню малював Тенірс
- квіти — Нікола ван Верендал
- натюрморт — Керстіан Люкс. Твір, що нині зберігає Дрезденська картинна галерея, має відразу три підписи фламандських митців, що засвідчили власну роботу над твором.

## Вибрані твори
- «Повернення блудного сина»

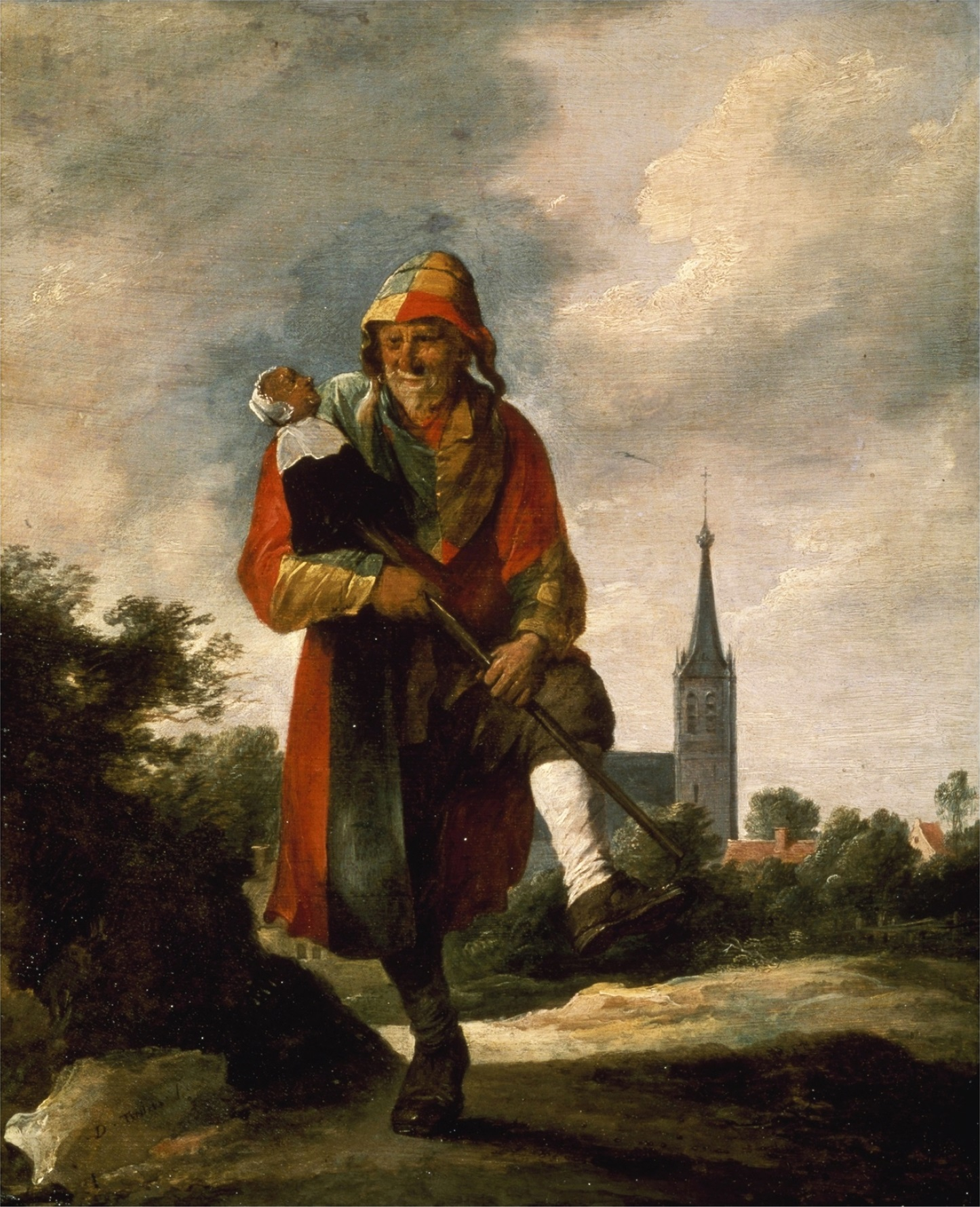
«Блазень», Музей образотворчих мистецтв імені Пушкіна, Москва

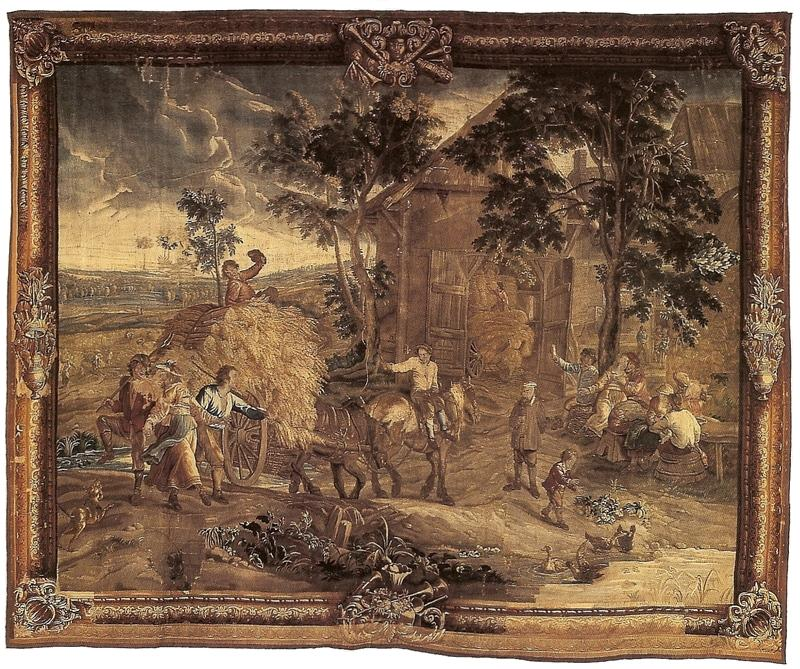
Гобелен за картоном Тенірса.

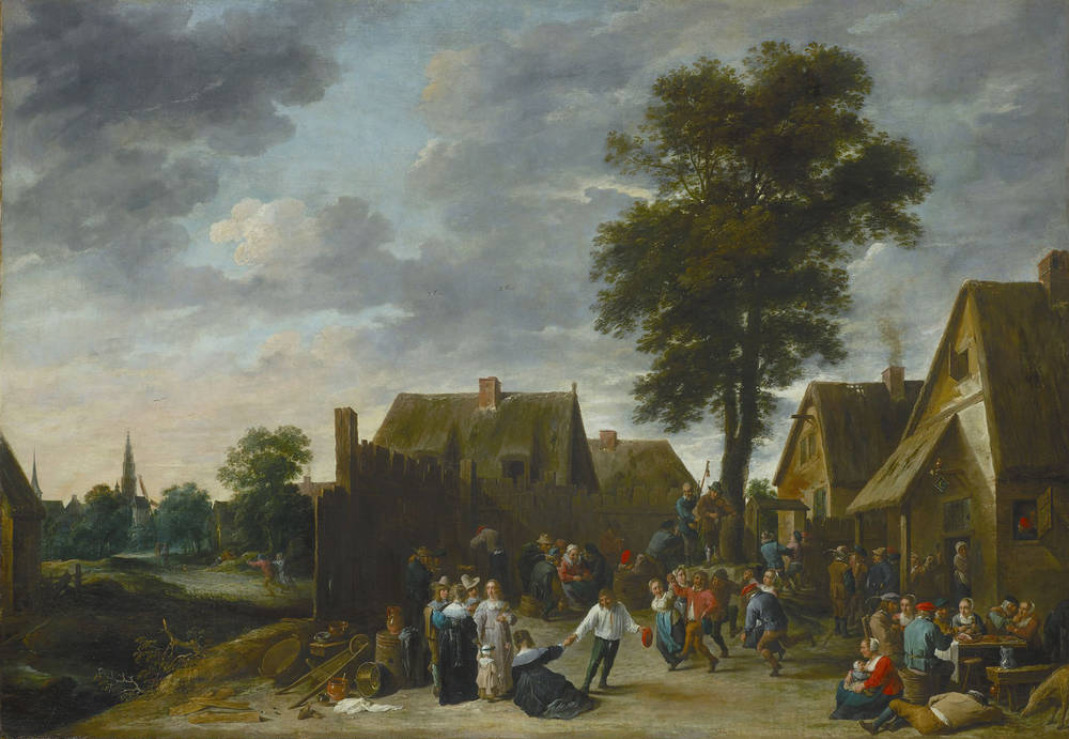
«Гуляння біля постоялого двору»

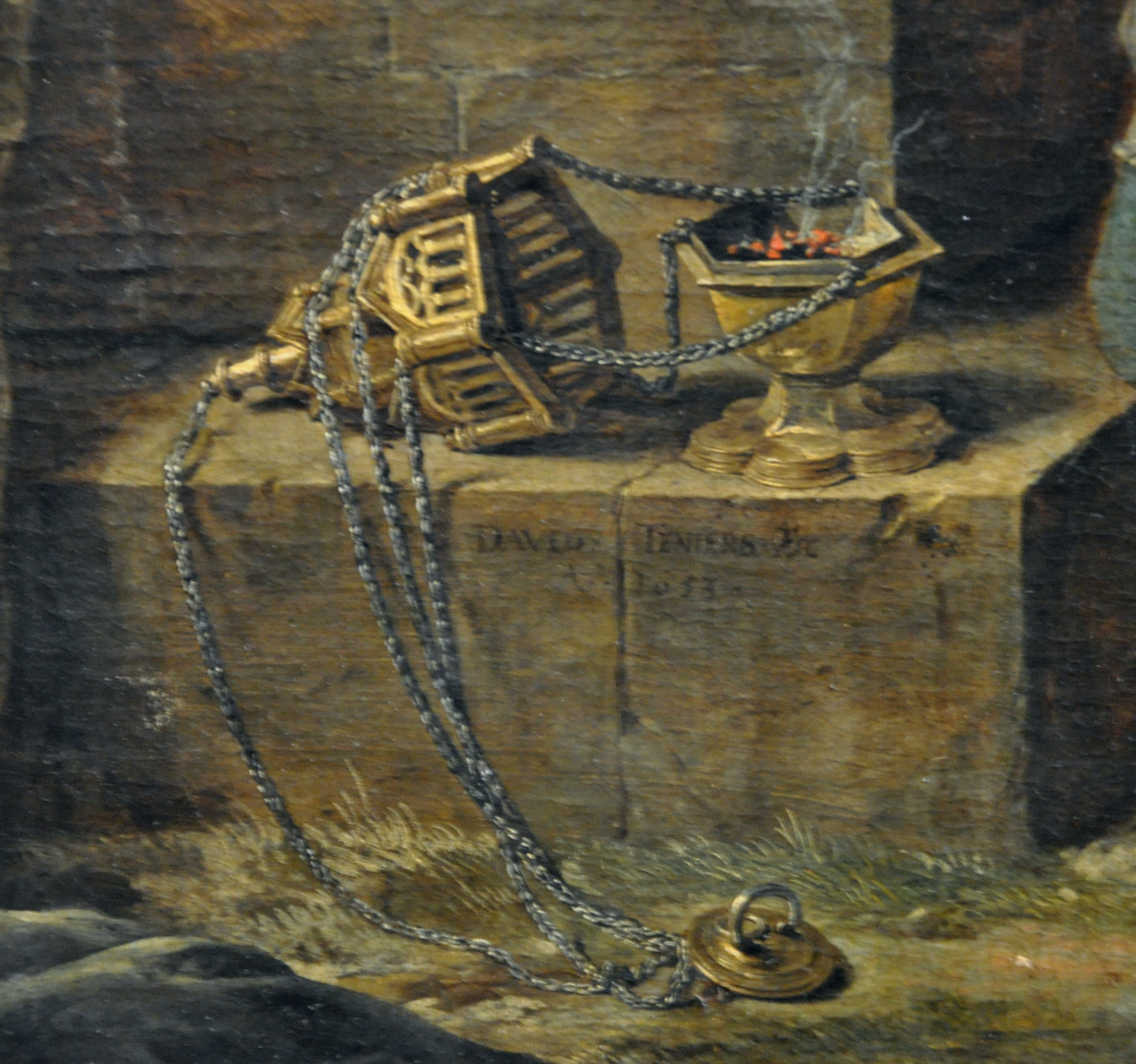
Підпис Давіда Тенірса молодшого

- «Мадонна з немовлям, Святими Єронімом, Стефаном та Моріцем»
- «Янгол звільняє апостола Петра з в'язниці», Дрезденська картинна галерея
- «Концерт»
- «Флейтист»
- «Гуляння біля постоялого двору»
- «Залицяння старого до молодиці», Національний музей мистецтв імені Богдана та Варвари Ханенків, Київ
- «Кабінет шанувальника мистецтв», Національний музей мистецтв імені Богдана та Варвари Ханенків, Київ
- «П'янички», Національна галерея (Прага)
- «Перед кухнею», Дрезденська картинна галерея
- «Алхімік»
- «Блазень», Музей образотворчих мистецтв імені Пушкіна, Москва
- «Гірський пейзаж», Ермітаж, Росія.
- «Музика з волинкою», Лувр
- «Курець біля столу в корчмі», Лувр
- «Спокуса Св. Антонія», різні варіанти
- «В майстерні художника», Лос-Анджелес
- «Портрет Конде»
- «Скелястий пейзаж з пілігрімами», Національна галерея (Прага)
- «Вартові в кордегардії»
- «Бенкет в дванадцяту ніч», Прадо, Мадрид
- «Зубний лікар», Дрезденська картинна галерея
- «Художник в майстерні», Ермітаж, Росія
- «Сільський музика», Ермітаж, Росія
- «Пейзаж з печерою та циганами», Ермітаж, Росія
- «Пейзаж околиці Брюсселя», Ермітаж, Росія
- «Мавпи на кухні», Ермітаж, Росія
- «Портрет єпископа Антонія Триста та його брата ченця — капуцина Євгена з Генту», Ермітаж, Росія
- «Танок», садиба Архангельське, Москва
- «Конюх з конем», Воронеж, Обласний музей образотворчих мистецтв
- «Картярі», Казань
- «Курець», Музей західного і східного мистецтва (Одеса), Україна
- «Сільське свято», Саратов
- «Картинна галерея в Брюсселі», Смоленський художній музей
- «Пейзаж», Тула, Росія.

## Монумент в Антверпені
Пам'ять про художника увічнили монументом в рідному місті Антверпен. Посеред площі — бронзова постать в розкішних шатах по моді XVII століття з аркушем в руці. Треба або добре знати, хто це, або читати фламандською, аби впізнати в бронзовій постаті саме художника. Скульптор наче навмисне подав його без відомих атрибутів художника (постать без пензлів і палітри).